# Polygala vilcabambae
Polygala vilcabambae är en jungfrulinsväxtart som beskrevs av Eriksen och Stahl. Polygala vilcabambae ingår i släktet jungfrulinssläktet, och familjen jungfrulinsväxter. Inga underarter finns listade i Catalogue of Life.